# 세르히오 부스케츠
세르히오 부스케츠 부르고스(스페인어: Sergio Busquets Burgos, 1988년 7월 16일 ~ )는 스페인의 축구 선수이며, 현재 미국 메이저 리그 사커의 인터 마이애미 소속으로 뛰고 있다. 포지션은 수비형 미드필더이다.
그의 아버지 카를레스 부스케츠는 1990년대에 바르셀로나에서 활약하던 골키퍼이기도 하였다.

## 클럽 경력
2005-2006 시즌, 부스케츠는 바르셀로나의 유스 명단에 들은 후 유소년 A 리그에서 26경기 7골을 기록하였다. 2년 후 주제프 과르디올라 감독이 지휘하는 B 팀에 뛰게 되었고 31경기 1골을 기록해 세군다 디비전 3으로 승격하는데 도움을 주었다. 같은 해, 부스케츠는 코파 카탈루냐에서 데뷔를 치렀다.
2008년 9월 13일, 부스케츠는 라 리가 데뷔전을 가지는데, 라싱 산탄데르와의 경기에서 90분 동안 출전하였고 홈에서 1-1 무승부로 끝났다. 2008년 10월 22일, 장크트 야콥 파크에서 열린 바젤과의 UEFA 챔피언스리그 경기에서 2번째 골을 기록해 팀이 5-0으로 승리를 하는데 기여하였다. 2008년 9월 초에는 샤흐타르 도네츠크와의 챔피언스리그 경기에서 골을 기록하였지만 홈에서 2-3 패배하였다. 9월 22일에는 바르셀로나와 바이아웃 800억에 2013년까지 계약을 연장하였다. 2009년 3월 7일, 홈에서 열린 아틀레틱 빌바오와의 리그 경기에서 첫 번째 골을 넣어 팀은 2-0 승리를 하였고, 5월 7일에는 세이두 케이타와 야야 투레 등 여러 국적 선수들과 주전 경쟁을 하기 시작하였다. 또한 맨체스터 유나이티드와의 UEFA 챔피언스리그 결승전에서 선발 출장하여 우승하였다. 이로써 아버지인 카를레스와 아들인 세르히오 부스케츠는 레알 마드리드의 마누엘 산치스 부자와 AC 밀란의 말디니 부자에 이어 3번째로 같은 팀에 유럽 정상에 오른 부자로 기록되었다.
2023년 5월 10일, 바르셀로나는 공식 홈페이지를 통해 부스케츠가 시즌 종료 후 팀을 떠날 것이라고 발표했다.
2023년 6월 23일, 인터 마이애미 CF는 부스케츠의 영입을 발표하였고 7월 16일, 공식적으로 서명하였다.

## 국가대표팀 경력
2008년 10월 11일, 부스케츠는 처음으로 스페인 U-21의 주장이 되어, 스위스 U-21와의 2009년 UEFA 21세 이하 유럽 선수권 대회 예선 플레이오프 1차전에 출전해 17분에 골을 득점하였다. 팀은 2-1로 지고 있었으나 결국엔 4-3 승리를 거두었다.
2009년 2월 6일, 2월 11일에 있는 잉글랜드와의 친선 경기를 앞두고 스페인팀 명단에 포함되었다. 2009년 4월 1일에는 이스탄불에서 열린 2010년 FIFA 월드컵 유럽 지역 예선 터키와의 경기에서 다비드 실바와 교체 투입되어 16분 간 뛰었고 팀은 2-1 승리를 거두었다. 4일 후 마드리드에서 열린 경기에서도 교체 명단에 이름을 올렸고 제라르드 피케의 득점에 힘입어 팀은 1-0으로 승리하였다.

## 수상 내역

#### 바르셀로나
- 라리가 : 2008–09, 2009–10, 2010–11, 2012–13, 2014–15, 2015–16, 2017–18, 2018–19, 2022–23
- 국왕컵 : 2008–09, 2011–12, 2014–15, 2015–16, 2016–17, 2017–18, 2020–21
- 수페르코파 데 에스파냐 : 2009, 2010, 2011, 2013, 2016, 2018, 2022–23
- UEFA 챔피언스리그 : 2008-09, 2010-11, 2014-15
- UEFA 슈퍼컵 : 2009, 2011, 2015
- FIFA 클럽 월드컵 : 2009, 2011, 2015

#### 인터 마이애미
- 리그스 컵 : 2023

#### 스페인
- FIFA 월드컵 : 2010
- UEFA 유로 : 2012

### 개인
- 브라보 상 : 2009
- 라리가 신인상 : 2009
- 라리가 올해의 팀 : 2015-16
- FIFA 월드컵 올스타팀 : 2010[1]
- UEFA 유로 올스타팀 : 2012
- UEFA 네이션스리그 파이널 MVP : 2021
- UEFA 챔피언스리그 시즌의 스쿼드 : 2014-15
- 스페인 왕립 스포츠협회 금메달 : 2011
- 아스투리아스 공상 : 2010

## 같이 보기
- A매치 100경기 이상 출전한 축구 선수 명단